# Hermann Reich (Geologe)
Georg Hermann Reich (* 19. Dezember 1891 in Affalterthal; † 21. Mai 1976 in Göttingen) war ein deutscher Geophysiker und Geologe.
Reich besuchte das Evangelisch Stiftische Gymnasium Gütersloh, wo er 1910 auch die Reifeprüfung ablegte. Er studierte anschließend Geologie an der Universität Heidelberg, der Universität Erlangen und der Albert-Ludwigs-Universität Freiburg, wo er 1915 bei Wilhelm Deecke über die Geologie des Uracher Vulkangebiets promoviert wurde. Während seines Studiums wurde er Mitglied beim Verein Deutscher Studenten Erlangen. Nach dem Wehrdienst im Ersten Weltkrieg war er Assistent in Königsberg und an der Universität Göttingen bei Emil Wiechert, wo er sich mit Geophysik zu beschäftigen begann. Nach der Lehramts-Staatsprüfung 1921 ging er an die Preußische Geologische Landesanstalt. 
1925 habilitierte er sich an der TU Berlin,  war dann dort Privatdozent in der Abteilung Bergbau und ab 1931 außerordentlicher Professor. 1945 wurde er außerordentlicher Professor in Göttingen und 1948 ordentlicher Professor für Angewandte Geophysik an der Ludwig-Maximilians-Universität München, wo er ein eigenes geophysikalisches Institut aufbaute mit einem Observatorium in Fürstenfeldbruck.
Er war ein Pionier in der Anwendung der Refraktionsseismik, die er zusammen mit anderen geophysikalischen Verfahren unter den Geologen Deutschlands propagierte, und war einer der Initiatoren der Geophysikalischen Reichsaufnahme ab 1934, mit der besonders nach Öl und Gas gesucht wurde (mit seismischen, magnetischen und gravimetrischen Untersuchungen). Er führte auch ausgedehnte magnetometrische Untersuchungen durch, unter anderem von Kohle-, Erz- und Salzlagerstätten und er entdeckte in Norddeutschland die Prignitz-Anomalie. Nach dem Krieg widmete er sich seismischen Untersuchungen im Alpenvorraum Bayerns. Er nutzte auch die großen Munitionssprengungen in Helgoland durch die Briten für seismische Untersuchungen.
1948 erhielt er die Hans-Stille-Medaille. Er war Ehrenmitglied der Deutschen Geologischen Gesellschaft und korrespondierendes Mitglied der Bayerischen Akademie der Wissenschaften.

## Schriften
- Angewandte Geophysik für Bergleute und Geologen, 2 Bände, Leipzig, Akademische Verlagsgesellschaft 1933
- Mitherausgeber zusammen mit Hans Haalck, M. Rössiger und  Rudolf von Zwerger von Beiträge zur Angewandten Geophysik, Leipzig, 1944, Band 11, und Autor, z. B. von Buchbesprechungen unter Referate in Heft 2 von Bd. 11
- Grundlagen der Angewandten Geophysik für Geologen, Leipzig, Akademische Verlagsgesellschaft Geest und Portig 1960
- mit R. von Zwerger: Taschenbuch der Angewandten Geophysik, Leipzig, Becker und Erler, 1943